# Az-Zabadani
Az-Zabadani (arabisch الزبداني, DMG az-Zabadānī; auch al-Zabadani) ist eine syrische Stadt im gleichnamigen Bezirk und Sitz der Verwaltung des nach ihr benannten Distrikts im Gouvernement Rif Dimaschq. 2004 hatte die Stadt 26.285, die seit 2009 zum Distrikt zählenden Gebiete insgesamt ca. 64.000 Einwohner.

## Geographie
Die Stadt befindet sich 45 km nordwestlich der Hauptstadt Damaskus und erstreckt sich zwischen den Ausläufern der Berge des Anti-Libanon.

## Geschichte

### Syrien-Krieg
Im Verlauf des syrischen Bürgerkriegs wurde ein Großteil der Einwohner aus der Stadt vertrieben, die seit 2015 von der mit dem syrischen Regierungschef Assad verbündeten Hisbollah belagert wurde. Viele von ihnen flohen ins ebenfalls belagerte benachbarte Madaya.
Im September 2016 „konnten die Menschen wieder mit Nahrung und Medikamenten versorgt werden“.

## Verkehr
Der Ort liegt an der Libanonbahn von Beirut nach Damaskus.

## Persönlichkeiten
- Kamal al-Labwani (* 1957), syrischer Arzt und Künstler